# Fédora (film, 1942)
Pour les articles homonymes, voir Fedora (homonymie).
Pour plus de détails, voir Fiche technique et Distribution.
Fédora est un film de Camillo Mastrocinque, sorti en 1942 et tiré du drame Fédora de Victorien Sardou de 1882.
Nuccio Fiorda a adapté pour le film la musique de l’opéra Fedora de Umberto Giordano. Le film a été tourné dans les studios de Cinecittà. Fait inhabituel, le costumier Gino Carlo Sensani (it), alors au sommet de sa carrière, a eu l'honneur de figurer au générique seul, juste avant le nom du réalisateur.

## Synopsis
L'action se situe en 1870. Le prince russe Vladimir Yariskine est assassiné la veille de ses noces avec la princesse Fedora. Celle-ci, devant le père de la victime, jure de venger son promis. En suivant les traces incertaines du coupable, elle arrive à Paris où elle fait la connaissance d'un compatriote, un peintre nommé Loris (Amedeo Nazzari), et en tombe amoureuse. Il se trouve que c'est l'assassin qu'elle cherche et elle n'hésite pas à le dénoncer à la police russe dans une lettre. La lettre, arrivée en Russie, provoque l'arrestation du frère de Loris, comme complice du crime. Le jeune se noie en prison à la suite d'une inondation du fleuve qui envahit les cellules. La mère des deux meurt de chagrin. Cela amène Fedora à découvrir que le peintre avait été gravement offensé dans son honneur par le prince : c'était l’amant de sa femme, il les avait surpris ensemble. Dans l'échange de coups de feu, Loris était resté blessé et le prince Vladimir avait perdu la vie. Fedora, désespérée, s'ôte la vie avec le poison contenu dans une croix que lui avait offerte son mari la veille des noces. Elle meurt entre les bras du peintre.

## Fiche technique
- Titre français : Fédora[3]
- Titre original : Fedora
- Réalisation : Camillo Mastrocinque
- Scénario : Camillo Mastrocinque et Giorgio Pàstina, d'après Fedora de Victorien Sardou
- Dialogues : Pier Luigi Melani (it) et de Cesare Morgante
- Photographie : Mario Albertelli (it), Giuseppe La Torre
- Montage : Duilio Lucarelli (it)
- Direction artistique : Cesare Pavani
- Décorateur : Italo Tomassi (it) (non crédité)
- Mise en scène : Ottavio Scotti (it)
- Costumes : Pietro Guidi, Gino Carlo Sensani (it)
- Son : Arrigo Usigli
- Musique : Nuccio Fiorda (it), d'après Umberto Giordano
- Production : Alfredo Proia (it)
- Société de production : Industrie Cinematografiche Artistiche Romane (I.C.A.R.)
- Sociétés de distribution : Generalcine, Les Films Fernand Rivers, Variety Film Production
- Pays de production :  Royaume d'Italie
- Langue originale : italien
- Format : noir et blanc — son mono
- Genre : drame passionnel
- Durée : 90 minutes
- Dates de sortie : 
  - Royaume d'Italie : 12 septembre 1942
  - France : 23 juin 1948

## Distribution
- Luisa Ferida : Fedora

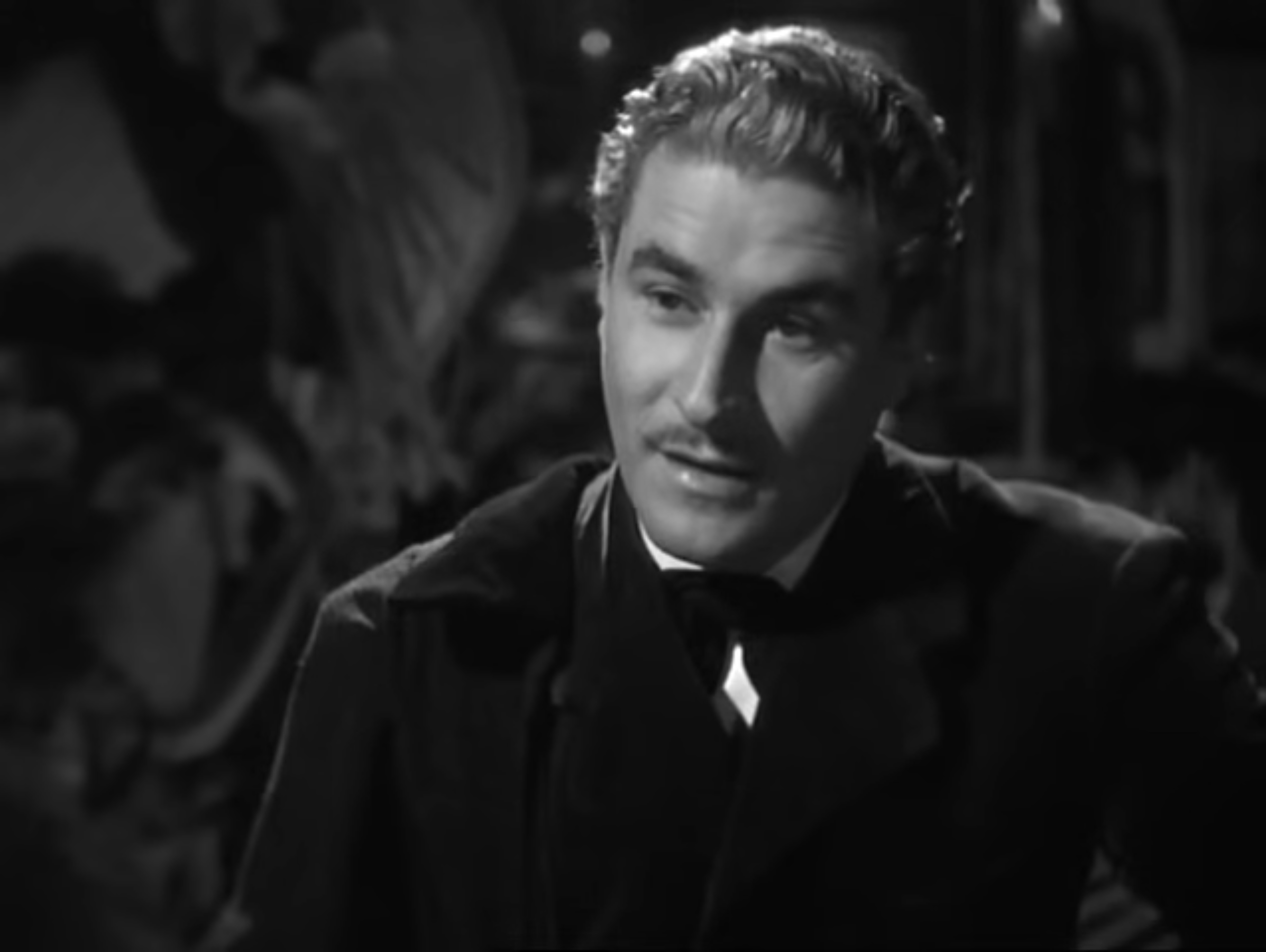
Amedeo Nazzari dans une scène du film.

- Amedeo Nazzari : Loris Ipanov - Ivan Petrovic
- Osvaldo Valenti : Prince Vladimir Yaryskine
- Rina Morelli : Olga Soukarev
- Sandro Ruffini : De Sirieux
- Memo Benassi : Prince Yaryskine père
- Cesare Polacco (it) : usurier Barnstein
- Annibale Betrone : Boroff
- Dina Romano : maîtresse de maison Boroff
- Nerio Bernardi : le pianiste Boleslao Lazinsky
- Alfredo Varelli : Valeriano
- Augusto Marcacci (it) : Gretch
- Fedele Gentile (it) : un serf de la maison Yariskine
- Nino Marchesini : un autre serf de la maison Yariskine
- Elio Marcuzzo (it) : jeune serviteur de la maison Yariskine
- Guido Celano : Cirillo
- Beatrice Negri : Elisa, la modèle
- Mirdza Capanna : Marka
- Alfredo Martinelli : Basilio

## Critique
« Le résultat est, il faut le dire, excellent. En effet, l'équilibre est parfait [...] entre ces deux énormes forces qui étaient d'une part les pages du musicien et de l'autre la puissante machinerie de la trame. [..] Un beau film, un très beau film, de facture exquise. Camillo Mastrocinque, qui semble s'être spécialisé dans la fidélité et dans l'efficacité des reconstructions du dix-neuvième siècle, donne ici une autre preuve magnifique. Il me semble que l'entreprise est particulièrement réussie en ce qui concerne la reconstitution : tout est [..] plausible, évocateur, on ne voit plus le carton-pâte, on ne pense plus à Cinecittà. Et les interprètes, se déplaçant à leur aise, ajoutent de la vérité à l'histoire. »

— Mino Doletti (it), Film no 47, 21 novembre 1942
.